# 本松寺 (明石市)
本松寺（ほんしょうじ）は、兵庫県明石市上ノ丸にある日蓮宗の寺院。旧本山は大本山本圀寺(六条門流)、奠師法縁(奠統会)。
市内には妙栄寺、大聖寺、本立寺、立正寺などがある。

## 歴史
慶長元年（1596年）藤井新右衛門勝（豊臣秀吉の家臣）の寄進によって船上城（明石川の西南）城下に審理院日甫の開山で建立された。元和3年（1617年）徳川秀忠によって小笠原忠真が明石に封じられ明石城が築城されると船上城は廃城となった。元禄4年（1691年）浩岸院日芳（7世）の中興で明石城下の旧東長寺跡の現在地に移転した。昭和16年（1941年）書院より失火して庫裏を焼失した。昭和22年（1947年）小書院が復興された。平成7年（1995年）の阪神大震災では大きな被害を受けた。 

## 境内
- 庭園　伝宮本武蔵作庭
- ジャイアント馬場の墓[1]

## 歴代
- 審理院日甫（開山）
- 浩岸院日芳（中興）

## アクセス
- JR西日本山陽本線明石駅から徒歩約10分
- 山陽電鉄人丸前駅から徒歩約8分